# Women’s Basketball Hall of Fame
Die Women’s Basketball Hall of Fame ist eine Ruhmeshalle des Damen-Basketballs. In diese Ruhmeshalle werden Personen, die besondere Leistungen im Sport des Damen-Basketballs erbracht haben, aufgenommen.
Die Ruhmeshalle liegt in Knoxville, Tennessee, Vereinigte Staaten und wurde 1999 eröffnet.

## Mitglieder der Women’s Basketball Hall of Fame
| Aufnahmejahr | Mitglieder |
| 1999         | Senda Berenson Abbott, Lidia Alexeeva, Carol Blazejowski, Joanne Bracker, Jody Conradt, Joan Crawford, Denise Curry, Anne Donovan, Carol Eckman, Betty Jo Graber, Lusia Harris-Stewart, John Head, Nancy Lieberman, Darlene May, Ann Meyers-Drysdale, Cheryl Miller, Billie Moore, Shin-Ja Park, Harley Redin, Uļjana Semjonova, Jim Smiddy, Pat Summitt, Bertha Teague, Margaret Wade, Nera White |
| 2000         | Mildred Barnes, Breezy Bishop, E. Wayne Cooley, Nancy Dunkle, Fran Garmon, Dorothy Gaters, Sue Gunter, Cindy Hauserman, Rita Horky, Betty F. Jaynes, George E. Killian, Kim Mulkey-Robertson, Lorene Ramsey, Trish Roberts, Sue Rojcewicz, Cathy Rush, Juliene Simpson, Alline Sprouse, Borislav Stanković, Olga Sucharnowa, Katherine Washington, Dean Weese, Marcy Weston, Kay Yow               |
| 2001         | Van Chancellor, Theresa Grentz, Phyllis Holmes, LaTaunya Pollard, Linda K. Sharp, C. Vivian Stringer, Vanya Voynova, Hazel Walker, Rosie Walker, Holly Warlick |
| 2002         | Cindy Brogdon, Kamie Ethridge, Margaret Gleaves, Hortência Marcari, Sandra Meadows, Lea Plarski, Marianne Stanley, Tara VanDerveer |
| 2003         | Leon Barmore, Tara Heiss, Claude Hutcherson, Patsy Neal, Doris Rogers, Marsha Sharp |
| 2004         | Sylvia Hatchell, Lurlyne Rogers, Amy Ruley, Bev Smith, Bill Wall, Marian Washington |
| 2005         | Joe Ciampi, Kelli Litsch, Hunter Low, Edna Tarbutton, Dixie Woodall, Lynette Woodard |
| 2006         | Geno Auriemma, Clarissa Davis-Wrightsil, Paula Goncalves da Silva, Janice Lawrence Braxton, Katrina McClain Johnson, Barbara Stevens |
| 2007         | Daedra Charles-Furlow, Bridgette Gordon, Mel Greenbery, Pamela Kelly-Flowers, Andy Landers, Andrea Lloyd-Curry |
| 2008         | Debbie Ryan, Patty Broderick, Lin L. Laursen, Jill Rankin Schneider, Suzie McConnell-Serio, Michele Timms |
| 2009         | Jennifer Azzi, Cynthia Cooper, Jennifer Gillom, Sonja Hogg, Jill Hutchinson, Ora Washington |
| 2010         | Rebecca Lobo, Teresa Edwards, Teresa Weatherspoon, Leta Andrews, Gloria Ray, Chris Weller |
| 2011         | Val Ackerman, Ruthie Bolton, Vicky Bullett, Muffet McGraw, Pearl Moore, Lometa Odom |
| 2012         | Nancy Fahey, Nikki McCray, Pamela McGee, Inge Nissen, Robin Roberts, Dawn Staley |
| 2013         | Gary Blair, Jim Foster, Peggie Gillom-Granderson, Jennifer Rizzotti, Annette Smith-Knight, Sue Wicks |
| 2014         | Lin Dunn, Michelle Edwards, Mimi Griffin, Yolanda Griffith, Jasmina Perazić, Charlotte West |
| 2015         | Janet Arcain, Kurt Budke, Gail Goestenkors, Janet Harris, Lisa Leslie, Brad Smith |
| 2016         | Sherri Coale, June Courteau, Joe Lombard, Jackie Stiles, Bill Tipps, Natalie Williams |
| 2017         | Sally Bell, Christine Grant, Rick Insell, Louise O’Neal, Sheryl Swoopes, Kara Wolters |
| 2018         | Ceal Barry, Dr. Rose Marie Battaglia, Chris Dailey, Mickie DeMoss, Chamique Holdsclaw, Katie Smith, Tina Thompson |
| 2019         | Beth Bass, Joan Cronan, Nora Lynn Finch, Ticha Penicheiro, Ruth Riley, Carolyn Bush Roddy, Valerie Still, AIAW Pioniere |
| 2021         | Debbie Brock, Carol Callan, Swin Cash, Tamika Catchings, Sue Donohoe, Lauren Jackson, David Stern, Carol Stiff |
| 2022         | Debbie Antonelli, Alice „Cookie“ Barron, Doug Bruno, Becky Hammon, DeLisha Milton-Jones, Paul Sanderford, Bob Schneider, Penny Taylor |
| 2023         | Cathy Boswell, Donna Lopiano, Lisa Mattingly, Carolyn Peck, Lindsay Whalen |
| 2024         | Seimone Augustus, Rita Gail Easterling, Taj McWilliams-Franklin, Maya Moore, Violet Palmer, Sue Phillips, Roonie Scovel |
| 2025         | Alana Beard, Sue Bird, Mark Campbell, Danielle Donehew, Sylvia Fowles, Lucille Kyvallos, Cappie Pondexter |